# Шелонська битва
Шелонська битва — битва, частина московсько-новгородської війни 1471. Битва відбулася 14 липня 1471 р. на лівому березі річки Шелоні (в районі сіл Скирино / Велебиці Солецького району Новгородської області) між московськими військами на чолі з воєводою Даниїлом Холмським та новгородцями під командуванням сина Марфи Посадниці Дмитра Борецького. У результаті битви Новгород зазнав важкої поразки, були знищені його найкращі воїни, що зумовило остаточну поразку Новгородської республіки та підпорядкування її Москві в ході наступної московсько-новгородської війни 1477—1478 року.

## Передісторія
У другій половині XV століття Московія посилила тиск на Новгородську Республіку. Там утворилася група бояр на чолі з Марфою Борецькою, які виступили за союз із Великим князівством Литовським, яке обіцяло допомогу у боротьбі проти домагань Московського великого князя. Після смерті авторитетного архієпископа Іони, глави новгородського боярського уряду, у місто прибув на князювання посланий польським королем та литовським князем Казимиром IV князь Михайло Олелькович. Потім новгородці відправили свого кандидата на посаду архієпископа на поставлення в сан не до московського митрополита, а до київського православного митрополита, який перебував у Великому князівстві Литовському. Одночасно вони почали вести переговори з Казимиром IV про підтримку у разі війни з Іваном III. Ці кроки викликали обурення народних мас. Не було єдності серед бояр. Наслідком стало ослаблення військової могутності Новгорода.
Іван ІІІ намагався вплинути на Новгород дипломатичним шляхом через представників церкви. Митрополит дорікав новгородцям у зраді та вимагав відмовитися від «латинської держави», але втручання церкви лише посилило розбіжності та політичну боротьбу у Новгороді. Дії новгородців було розцінено у Москві як «зрада православ'ю». Незважаючи на те, що Михайло Олелькович у березні 1471 покинув Новгород і поїхав до Києва, Іван III ухвалив рішення організувати «хрестовий похід» на Новгород. Релігійне забарвлення цього походу мало згуртувати всіх його учасників і змусити всіх князів надіслати свої війська на «святу справу». З боку московського князя проводилася широка пропаганда антиновгородська, розсилалися «розмітні грамоти». За словами проф. Р. Г. Скриннікова, « У власних очах московських книжників лише монархічні порядки були природними і законними, тоді як вічова демократія представлялася диявольської красою. Рішення Новгорода відстоювати свою незалежність за всяку ціну вони постаралися зобразити як змову бояр Борецьких, котрі найняли „шильників“ і залучили на свій бік чернь. Саме віче, під пером московського письменника, перетворилося на беззаконне скупчення „злих смердів“ та „безіменитих мужиків“».

## Бій
Дипломатичні зусилля Новгорода щодо укладання союзу з Казимиром не сприяли успіху. Швидкий наступ московських військ завадило новгородцям завершити переговори. Договір був затверджений королем, зайнятим у цей час боротьбою за чеський престол, і Литва ухилилася від війни з Москвою. До московських військ приєдналися полки союзного Великого князівства Тверського, Пскова, а також правитель Касимовського ханства Даніяр з дружиною. Із затримкою новгородцям вдалося організувати Новгородське ополчення, на чолі якого стали Василь Казимир і Дмитро Борецький, син Марфи. Незважаючи на чисельну перевагу новгородського війська, москвичам вдалося здобути рішучу перемогу. Як випливає з новгородських джерел, спочатку новгородцям вдалося використати свою чисельну перевагу. Але тут на новгородську піхоту обрушилася татарська кіннота, яка в цьому поході була основною ударною силою Івана III . Дмитра Борецького було взято в полон і страчено, багато представників новгородської знаті зазнали жорстоких репресій. За словами літопису, «знайдіться нятців (бранців) 1000 і 700 осіб».
Дослідник військової історії середньовічної Русі Ю. Г. Алексєєв вважає вказану в Московському літописному зводі 1479 чисельність новгородських військ у 40 000 чол. явним перебільшенням, справедливо вказуючи, що у 1545 року, відповідно до розрядному і розмітному спискам, у всьому Великому Новгороді вважалося близько 5 000 дворів. Заявлену ж там чисельність великокнязівської раті в 5 000 воїнів він, навпаки, вважає заниженою, припускаючи, що всього в червні 1471 проти новгородців могло бути виставлено Москвою не менше 12 000 чол. У той же час він довіряє офіційному літописцеві щодо складу новгородського війська, представленого в основному незвичними до військової справи ополченцями-посадськими, торговцями і ремісниками.
Висловлює сумнів Ю. р. Алексєєв і висунуту ще новгородськими літописцями і розтиражовану дореволюційними істориками версію про вирішальну роль у битві татарських загонів, зазначаючи, що, за даними Московського літопису, у військах князя Данила Холмського і Федора Давидовича взагалі не було татар. . Основними ж причинами перемоги москвичів він справедливо називає тріумф стратегії та тактики великокнязівських воєвод, вироблених у ході воєн на південних рубежах .
Поразка при Шелоні унеможливила кінець незалежності Новгородської землі і кінець Новгородської республіки. Після закінчення війни було укладено Коростинський мир між Іваном III та Новгородом Великим і бояри присягнули на вірність Москві. Після московсько-новгородської війни 1478 року Новгородська Республіка була анексована Московією.

## Археологічні дослідження
У 1862 році відомий історик Н. І. Костомарів, перебуваючи в поїздці з археографічними цілями, на березі притоку Шелони — майже пересохлої на той час річки Драні (нині струмок Дряно) — виявив і поверхово обстежив ймовірну братську могилу воїнів Великого Новгорода, що загинули в Шелонській битві, пізніше. У своїй «Автобіграфії» він розповідає про це:
«Ми їхали вздовж річки Шелоні, шукаючи місце, де відбувалася рокова Шелонська битва, що занапастила республіканську свободу Великого Новгорода. В руках у нас був літопис. Придивляючись до місцевості, ми робили міркування, зверталися з різними питаннями до мешканців, але не так легко могли досягти бажаного… Проїхавши кілька верст, на піщаному березі, що порос чагарниками, ми знайшли великий, досить високий пагорб, і коли стали парасольками копати на ньому землю, то побачили, що весь цей горб складається з людських кісток. Тут текла майже висохла річка Дрань, що впадає в Шелонь. Я зрозумів, що цей могильний пагорб є місцем поховання новгородців, розбитих на березі Шелоні трохи вище цього місця і бігли до річки Драні, де в інший раз біжить завдано остаточної поразки. Взявши на згадку два черепи, ми поїхали далі і прибули до каплиці, під якою була могила воїнів, що загинули в бою; щорічно відбувається над ними панахида. Тут, мабуть, були поховані московські воїни, що билися проти Новгорода; їх поховали з честю і збудували над ними каплицю, а трупи бідних новгородців склали купою на березі Драні і тільки присипали піском… Повертаючись назад, ми, оглядаючи русло Шелоні з обома її берегами, дійшли висновку, що перехід московських військ через Шелонь стався трохи нижче місцевості, на якій нині лежить посад Сільці, і новгородці, збиті з позиції на березі річки, бігли, переслідувані москвичами, до фатальної для них річки Драні, де лежать їхні кістки, прикриті піском, що розвівався вітрами….»

## Пам'ятник
На околиці села Скирине встановлено пам'ятний хрест (координати: 58.150021 пн. ш., 30.451570 ст. буд.), на якому прикріплено дві таблички.
Напис на першій: «Пом'яни, Господи, душі померлих рабів Твоїх, що поклали живіт свій на полі битви за Віру і Батьківщину, і прийми їх у Свій небесний чертог. Амінь.»
Напис на другий: «Поле Шелонської битви 14 (27) липня 1471, де творчі сили Росії перемогли згубний розбрат міжусобиць. Працями Великого князя Московського Івана III відкрили шлях до творення єдиної централізованої Російської держави. Вічна пам'ять та вічна слава нашим великим предкам!».
У селі Велебиці, за кілька метрів від церкви Апостола євангеліста Іоанна Богослова 27 липня 2001 року на згадку про Шелонську битву встановлено інший, шестиметровий дубовий хрест. На пам'ятній дошці, покладеній на його підставі, написано: «Жертвам Російських лихоліття — вічна пам'ять. Творцям Єдиної Росії — вічна подяка нащадків».

## У культурі
Битва на Шелоні описується в романі Дмитра Балашова «Марфа-посадниця» (1972).